# St. Trinitatis (Riethgen)

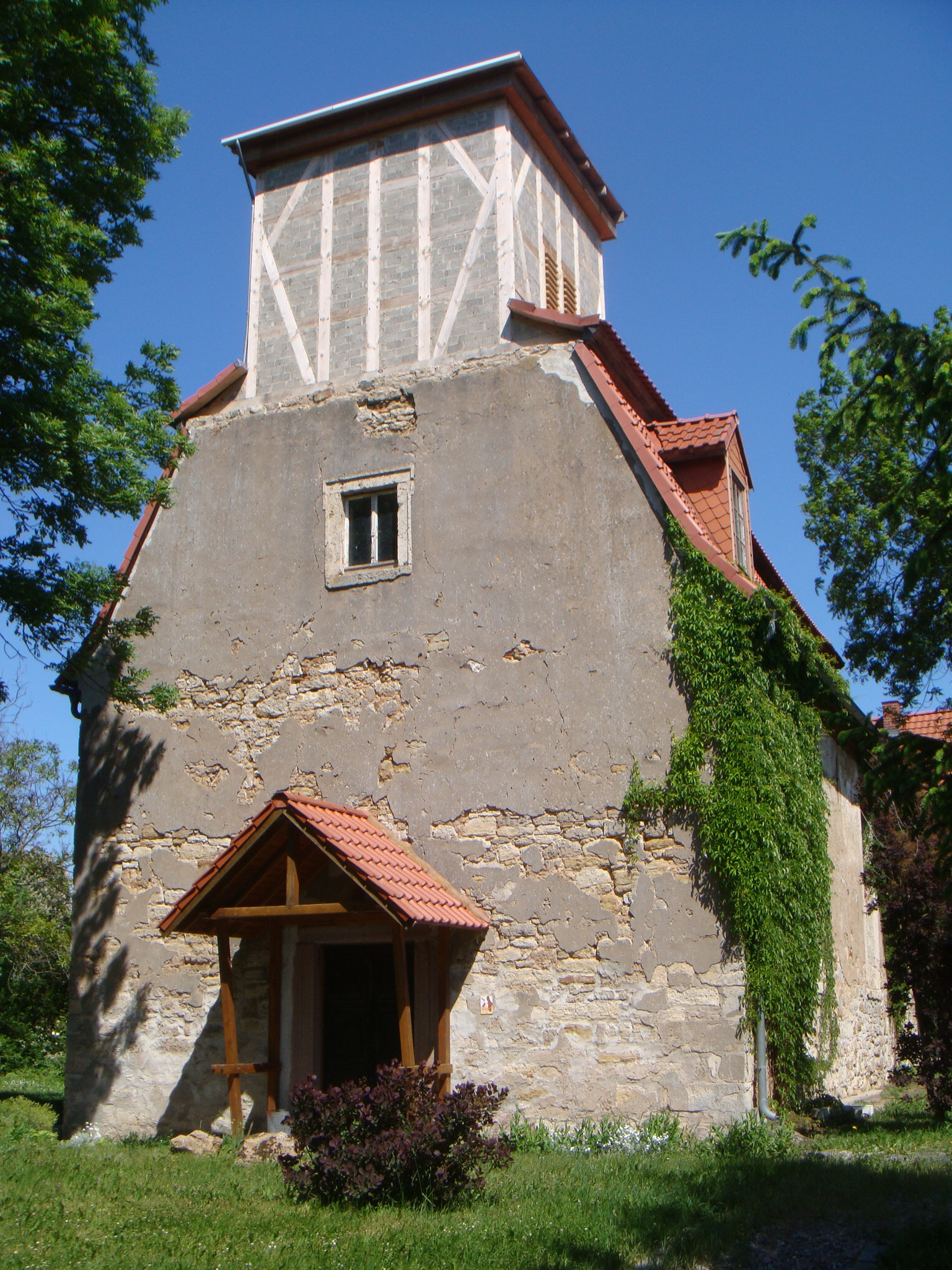
Die Kirche

Die evangelische Dorfkirche St. Trinitatis steht in Riethgen, einem Ortsteil der Gemeinde Kindelbrück im Landkreis Sömmerda in Thüringen. Sie gehört zum Pfarrbereich Kindelbrück im Kirchenkreis Eisleben-Sömmerda der Evangelischen Kirche in Mitteldeutschland.

## Geschichte
Diese Dorfkirche wurde erstmals 1661 bis 1662 urkundlich erwähnt. Das war gleichzeitig die Erbauungszeit. Später, um 1714, sind unter Verwendung älterer Bauteile Umbauten erfolgt.
Die Kirche ist eine verputzte Saalkirche mit Mansardendach und Dachreiter aus Fachwerk und Zeltdach. Im Osten besitzt das Haus einen geraden Chorabschluss.
Im Inneren besitzt der Raum ein Spiegelgewölbe und eine Ausstattung aus dem 18. Jahrhundert.
Emporen, Gestühl, Kanzelaltar, Taufständer, Altartisch und Altarblock sowie Lesepult und Vortragekreuz gehören zu den sakralen Ausrüstungen. Schäden an der Spiegeldecke machten zunächst eine provisorische Sicherung mit einer Bretterdecke erforderlich. Eine Restaurierung der Stuckprofile und der Farbfassung der Decke mit Unterstützung der Deutschen Stiftung Denkmalschutz ist vorgesehen.